# Alex Vincent
Alex Vincent (Newark, 29 aprile 1981) è un attore statunitense, noto per aver interpretato il ruolo di Andy Barclay nei film La bambola assassina, La bambola assassina 2 (da bambino), La maledizione di Chucky e Il culto di Chucky e nella serie televisiva Chucky (da adulto).

## Filmografia

### Cinema
- La bambola assassina (Child's Play), regia di Tom Holland (1988)
- Le ragioni del cuore (Wait Until Spring, Bandini), regia di Dominique Deruddere (1989)
- Just Like in the Movies, regia di Mark Halliday (1990)
- La bambola assassina 2 (Child's Play 2), regia di John Lafia (1990)
- My Family Treasure, regia di Rolfe Kanefsky (1993)
- Dead Country, regia di Andrew Merkelbach (2008)
- On the Ropes, regia di Mark Noyce (2011)
- House Guest Massacre, regia di Jake Jalbert (2013)
- La maledizione di Chucky (Curse of Chucky), regia di Don Mancini (2013)
- Sweet Tooth, regia di Zac Adams e Michael Kenneth Sydenstricker II - cortometraggio (2017)
- Il culto di Chucky (Cult of Chucky), regia di Don Mancini (2017)
- The Dark Military, regia di Loren W. Lepre (2019)

### Televisione
- South of Central – serie TV, 1 episodio (2020)
- Chucky – serie TV, (2021-2024)

## Doppiatori italiani
- Alessandro Tiberi in La bambola assassina
- Paolo Vivio in La bambola assassina 2
- Leonardo Graziano in Il culto di Chucky

## Riconoscimenti
- 1990 – Saturn Award
  - Nomination Miglior attore emergente per La bambola assassina

- 2020 – Crimson Screen Horror Film Fest
  - Horror Icon Award